# 貴福 (繙譯進士)
贵福（1870年1月—1937年1月16日），字壽鋆，喀喇沁诺棍岱氏，蒙古鑲黃旗人，出自北京香山健锐营镶黄旗。後改汉名赵景祺，号时敏。清末旗人官员，民国成立後曾在北洋政府和满洲国任职。

## 生平
清光绪二十年（1894年）中繙譯举人。光绪二十一年（1895年）中乙未科繙譯进士，选为翰林院庶吉士，光绪二十四年（1898年）授编修。光绪三十二年（1906年）赏顶戴花翎，并以道府充任绍兴府知府。
次年（1907年）徐锡麟起義失败后，他在绍兴下令查办，山陰縣令李鍾嶽因此逮捕了革命党八十人，身为女流之辈的秋瑾也捨身就義。秋瑾被杀，许多涉案者都受到民众的强烈谴责与声讨，尤其是浙江巡抚张曾扬、绍兴知府贵福。当时《申报》也曾直接指出秋瑾被杀是绍兴府假公济私、捏造告急所造成的冤案。
光绪三十四年（1908年）调浙江海运京局总办，后又改任安徽宁国府知府。宣统元年（1909年）以漕运劳保道在任，并补加二品衔。
辛亥革命后辞官，民国五年（1916年）改名“赵景祺”，号“时敏”。后赴奉天出任商埠局长，民国九年（1920年）任沈阳县知事。民国十五年（1926年）任京兆尹公署政务厅长。
满洲国成立后，曾任盛京陵庙承办事务处总办。此后溥仪将四妹韫娴许配给其子赵国圻（趙琪璠）。康德四年（民国二十六年，即1937年）在沈阳逝世，後由其子女秘密葬在北京香山，不立碑，但以水泥加固其墓垒防止被毁，直到2000年才被发现，其墓志铭为满人金梁所撰。
曾祖：伍什三；祖父：和色布；父：德喜；母佟佳氏；妻宁古塔氏、白爾肃特氏；子：国仁。贵福双亲的坟墓位于北京西山碧云寺附近，碑上本有字，但民国成立後，贵福偷偷派人凿去其父母墓碑上的字而使之变成“无字碑”，自己也忐忑不安度过余生，死后连自己的坟墓都不敢立碑，直到2000年才被发现。

## 其他
2005年，浙江古籍出版社公开出版主编的《香书轩秘藏名人书翰》，书翰中恰有一封信札，為贵福執意處決秋瑾的證據，其手迹影印件及原文内容展示如下：
瑞臣我哥大人亲炙：不挹清扬，眴经一载，前者曾投木李，想达典签，未荷贶我琼琚，殊令实深离瑟。辰维时履多福，政祉延釐，允符臆颂。弟蠡城匏系以来，凡地方应尽义务，无不鞠躬尽瘁。前以大通学堂逆党秋瑾等沟通匪目，亟思蠢动，经弟未事之前请兵破获，得免地方蹂躏，大幸足称。而沪报倒置是非，有如疯犬纷乱吠咬，刺刺不休。大率党人私愤，居意讳其逆迹，彰其名誉，蛊惑天下，泄其兔死狐悲之憾，当不值天下识者一  也。现此案业已就鞫结，排印传单宣布罪状，用特寄奉百张，即祈察览，为之分送，俾阅者得释报纸疑团，而息谣惑人听耳，是为感。家母前以受惊欠安，刻叨健饭如常，以次皆好，惟弟月前大病一场，业已勿药，一时尚不能复元。附闻，祈勿念。手此奉布，敬请勋安，诸维爱照，不具。如弟贵福顿首，外附寄传单百张。